# Мессьє 5
Кулясте скупчення М5 (також відоме як М5 та NGC 5904 ) є кулястим зоряним скупченням в сузір'ї Змії.

## Історія відкриття
M5 було відкрито німецьким астрономом Готфрідом Кірхом в 1702 році під час спостереження ним комети. Шарль Мессьє зареєстрував його в 1764 році як видиму туманність.
Вільям Гершель ідентифікував окремі зорі у скупченні в 1791 році, нарахувавши близько 200 з них.

## Цікаві характеристики
Простягаючись на 165 світлових років у поперечнику, M5 є одним з найбільших серед відомих великих зоряних кулястих скупчень.
Сфера гравітаційного впливу M5, (тобто об'єм простору в якому зорі притягуються скупченням, гравітаційно пов'язані з ним) сягає радіус близько 200 світлових років.
Це велике скупчення належить до наймасивніших в околиці нашої Галактики, його маса еквівалентна 2 млн мас Сонця. Маючи вік в 13 мільярдів років, це скупчення є також одним із найстаріших скупчень у складі галактики Чумацький Шлях.
Відстань від Землі до М5 становить близько 24 500 світлових років. Скупчення містить за різними оцінками від 100 000 до 500 000 зір.
За спостережними даними Gaia у скупченні були виявлені дві популяції зір з різними металічностями, [Fe/H] ~ —1.4 та [Fe/H] ~ —2.0, що було інтерпретовано як результат злиття двох скупчень. Однак інші дослідження показали, що металічність [Fe/H] ~ —2.0 є результатом систематичної похибки, і всі зорі скупчення мають металічність [Fe/H] ~ —1.3.

### Змінні зорі
Як мінімум 105 зір в M5 є змінними зірками, 97 з них належать до типу RR Ліри.
Змінні типу RR Ліри, іноді називають «Маяками Скупчення», оскільки вони деяким чином аналогічні цефеїдам і тому можуть бути використані як інструмент для вимірювання відстаней у зовнішньому космосі, бо для них добре відома залежність між абсолютною зоряною величиною та періодом зміни їх блиску.
Найяскравіші і найлегше спостережувані змінні в М5 змінюють свою видиму зоряну величину від 10,6m до 12,1m з періодом у 26,5 днів. У цьому скупченні також спостерігали карликову нову зорю.

## Спостереження

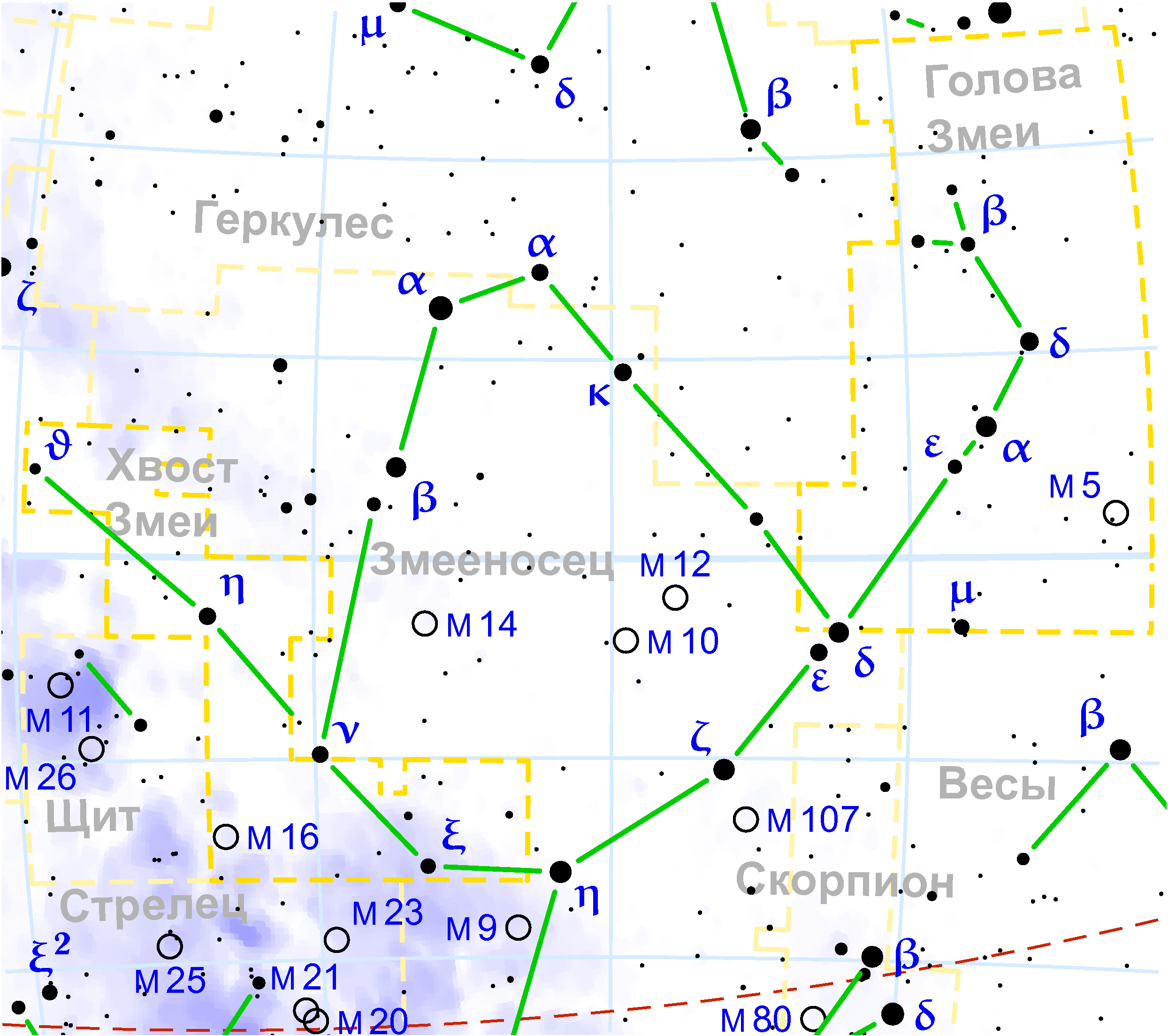
М5 знаходиться в сузір'ї Змії

На ясному заміському небі за відсутності місячного сяйва М5 можна спробувати розгледіти неозброєним оком як туманне «утворення» біля зорі 5 Змії. Найкращий час спостереження в Європейській частині земної кулі — весна. У бінокль або підзорну трубу скупчення видно як округлу дифузну хмаринку.
Навіть у телескоп малої апертури (від 80 мм) при відповідному збільшенні можна вирізнити окремі зорі. Найяскравіші з них мають видиму зоряну величину 12,2m. У телескоп з апертурою 100 мм добре видно кілька десятків зір розташованих по периметру кулястого скупчення.
У телескоп 150 мм скупчення являє собою багатий рій зір. У телескоп з апертурою 200 мм і більше видиме зображення розпадається на окремі зорі майже до самого центру і стає видно нерівномірність падіння зоряної щільності від центру до краю кулястого скупчення. Ланцюжки зір вишикуються в фігуру, що нагадує краба або жука.

### Сусіди по небу з каталогу Мессьє
- — На схід від M5, в сузір'ї Змієносця розташовано два більш слабших за яскравістю кулястих скупчення M10 і M12.

### Послідовність спостереження в «Марафоні Мессьє»
… М13 → М92 →М5 → М57 → М12 …

## Навігатори
Координати:  15г 18м 33.75с, +02° 04′ 57.7″